# Swetlana Jakowlewna Surganowa

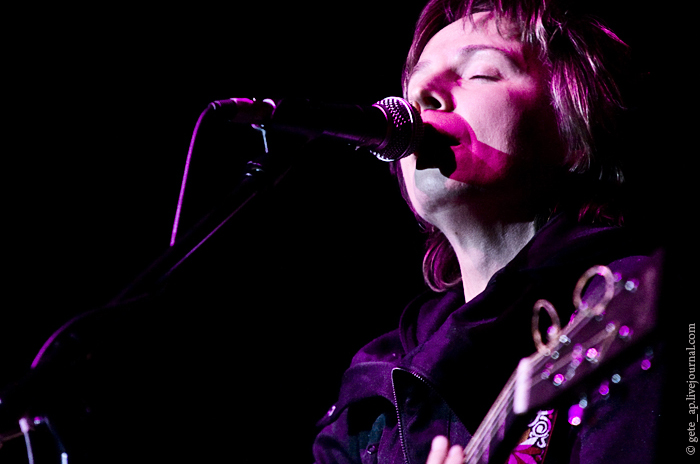
Swetlana Surganowa

Swetlana Jakowlewna Surganowa (russisch Светлана Яковлевна Сурганова; * 14. November 1968 in Leningrad) ist eine russische Komponistin und Schriftstellerin. Sie singt, spielt Gitarre und Violine.

## Bandgeschichte
Sie gehörte 1993 zusammen mit Diana Arbenina zu den Gründungsmitgliedern der russischen Rockband Notschnyje Snaipery, wo sie als Komponistin, Sängerin und Violinistin mitwirkte. Im Dezember 2002 verließ sie Notschnyje Snaipery und gründete ihre eigene Band Surganowa i Orkestr, mit der sie 2003 das erste Album, allerdings noch unter ihrem eigenen Namen, veröffentlichte.
Es folgten weitere Veröffentlichungen, das Album "Sol'" (2007) wurde von der Zeitschrift Русский репортер zu den 10 besten russischen Rockalben des Jahres gezählt. Surganowa steht in Interviews und Liedtexten offen zu ihrer Homosexualität, was sie zu einer Ikone der russischen LGBT-Bewegung machte.

## Privatleben

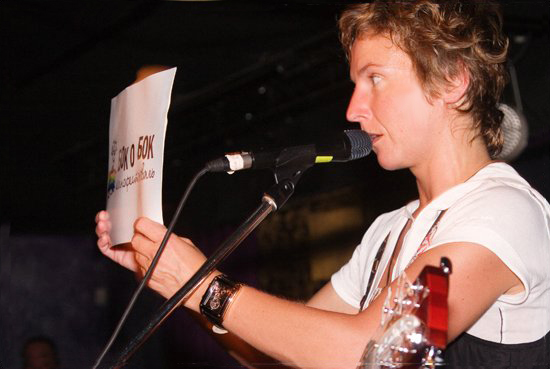
Swetlana Surganowa auf dem LGBT International Film Festival 2009

Svetlana Surganova hat ihre Homosexualität nie verheimlicht. In verschiedenen Interviews sprach Diana Arbenina (eine zweite Gründerin von Nochnye Snaipery) über ihre Beziehung mit Surganova. Die beiden Frauen waren 9 Jahre lang zusammen, trennten sich jedoch 2002 und Surganova verließ die Band, um ihre eigene zu gründen.

## Diskographie (Auswahl)
Alben mit Notschnyje Snaipery:
- Капля дёгтя в бочке меда (1998, "Kaplja degtja w botschke meda")
- Детский лепет (1999, "Detski lepet")
- Рубеж (2001, "Rubesch")
- Цунами (2002, "Zunami")

Alben mit Surganova i Orkestr:
- Неужели не я (2003, "Neuscheli ne ja")
- Живой (2004, "Schiwoi")
- Возлюбленная Шопена (2005, "Wosljublennaja Schopena")
- КругоСветка (2006, "KrugoSwetka")
- Соль (2007, "Sol'")
- Проверено временем. Часть 1: Вечное Движение (2008, "Prowereno wremenem. Tschast 1: Wetschnoe Dwischenije")
- Чужие как свои (2009, "Tschuschhije kak swoi")
- Увидимся скоро (2011, "Uwidimsja skoro")
- Игра в классики (2014, "Igra v klassiki")
- МируМир (2015, "MiruMir")

## Schriften (Auswahl)
- Тетрадь слов (2012, "Tetrad slow")
- Книга писем (2013, "Kniga pisem")